# Сологубенко, Изяслав Иосифович
Изяслав Иосифович Сологубенко (31 августа 1926, Киев — 1996) — советский театральный актёр и режиссёр. Заслуженный артист Молдавской ССР (1960).

## Биография
В 1940—1950-е годы работал в Иркутском драматическом театре, одновременно был главным режиссёром и постановщиком драматической студии Дворца культуры имени Ю. А. Гагарина в Иркутске (в 1956 году поставил водевиль «Беда от нежного сердца» Ф. К. Сологуба), и в Грозненском русском театре имени М. Ю. Лермонтова.
В 1950—1970-е годы — ведущий актёр Кишинёвского русского драматического театра имени А. П. Чехова. Среди режиссёрских работ в этом театре — «Коллеги» В. Н. Аксёнова и Г. М. Стабового (1962), «Золушка» Т. Г. Габбе (1962), «Участковый из Чудинова» Ю. К. Петухова (1963), «Дети солнца» Ф. Ф. Кнорре (1965). Исполнял роль В. И. Ленина в нескольких постановках этого театра, в том числе в спектаклях по пьесам «Семья» И. Ф. Попова (1951) и «Кремлёвские куранты» Н. Н. Погодина (1957).
Руководил театром «Факел» Дома культуры Кишинёвского университета и любительским театром «Товарищ» при кишинёвском Дворце профсоюзов. Был деканом факультета общественных профессий (ФОП) Кишинёвского университета, преподавал курс художественного чтения.
Награждён орденом Трудового Красного Знамени (08.06.1960).
Племянник — Алексей Сологубенко (1954—2020), глава и редактор Украинской службы BBC.